# Marjut Roligová
Marjut Roligová (rozená Lukkarinenová; * 4. února 1966, Lohja) je bývalá finská běžkyně na lyžích.
Na olympijských hrách v Albertville roku 1992 vyhrála závod na pět kilometrů a získala stříbrnou medaili v závodě na 15 kilometrů. Jejím nejlepším výsledkem na mistrovství světa bylo třetí místo v závodě na 15 kilometrů na šampionátu ve Falunu roku 1993. Jejím nejvyšším celkovým umístěním ve světovém poháru bylo čtvrté místo z roku 1992. Ve světovém poháru vyhrála jeden závod a pětkrát stála na stupních vítězů. Roku 1992 byla vyhlášena finským sportovcem roku. Závodní kariéru ukončila roku 1994, vzápětí porodila. Původním povoláním byla zdravotní sestra, v současnosti se věnuje homeopatii a reflexní terapii. Je také členem předsednictva Finského olympijského výboru.